# マン (コートジボワール)
マン(Man)は、コートジボワール南西部のモンターニュ地方北部のトンキピ州の州都。
2014年の人口は約18.9万人。

## 概要
コートジボワール西部の中心都市で、ギニアやリベリアとの国境に近い。
国土の大半が平坦なコートジボワールでは珍しい山や滝が近くにあり、かつては観光客で賑わった。
また、コートジボワールの主要産物であるカカオ生産も盛んであり、米やコーヒー、キャッサバの生産も盛んだった。

## 治安
2002年のコートジボワール内戦では当初は戦火から遠かったものの、2003年11月に北部反乱軍と近いMPCIが蜂起し、マン及び西部一帯を支配下に収めた。現在でも和平は進んでおらず、マン一帯には反政府軍の残党がいて盗賊行為などが散発している。リベリアとの国境が近いため、リベリア内戦で大量に出回った銃器がこのあたりにも大量に流れ込んでおり、治安が悪化している。